# Mk.V (легкий танк)
Light Tank Mk.V — дослідний британський легкий (відповідно до радянської класифікації — малий) кулеметний танк міжвоєнного періоду. Був випущений малою серією у 22 одиниці.
Light Tank Mk.V мав компонування із розташуванням моторного відділення позаду, трансмісійного та керуючого відділення попереду та бойового відділення у центральній частині корпусу. Екіпаж машини складався з трьох людей — механік-водій, стрілець і командир. Озброєння машини складалося з одного 7,71 мм та одного 12,7 мм кулеметів Вікерс, розміщених у башті.
Гусенична ходова частина танка, стосовно одного борту, складалася з чотирьох зблокованих попарно опорних котків, одного підтримуючого котка і ведучого колеса переднього розташування. Підвіска — системи Хорстманна, на гвинтових циліндричних пружинах, попарно зблокована — «фірмова» для машин розробки фірми Віккерс-Армстронг. Гусеничні стрічки — металеві дрібноланкові, з шириною трака 241 мм.
Бронювання 5-14 мм.
Один танк вступив до 1-ї танкової дивізії, два у 2-гу, інші в 7-му. Відомостей про їхню долю немає. На 1942 рік у 7-й танковій дивізії залишалося ще 2 танки. До цих днів жодного екземпляра танка не збереглося.